# Parroquia Pedro Lucas Urribarrí
Pedro Lucas Urribarrí es una de las parroquias en las que se divide el Municipio Santa Rita del estado venezolano de Zulia. Toma su nombre del prócer de la independencia Pedro Lucas Urribarrí.

## Ubicación
La parroquia Pedro Lucas Urribarrí se encuentra ubicada entre el Municipio Miranda al norte y al este, el Municipio Cabimas al sur y las parroquias José Cenobio Urribarrí, Santa Rita y El Mene al oeste.

## Geografía
La parroquia Pedro Lucas Urribarrí es la parte rural del municipio y es la parroquia más grande del Municipio Santa Rita. Está constituida por una sabana con colinas bajas y afloramientos rocosos de la formación Misoa de la época geológica del Eoceno.

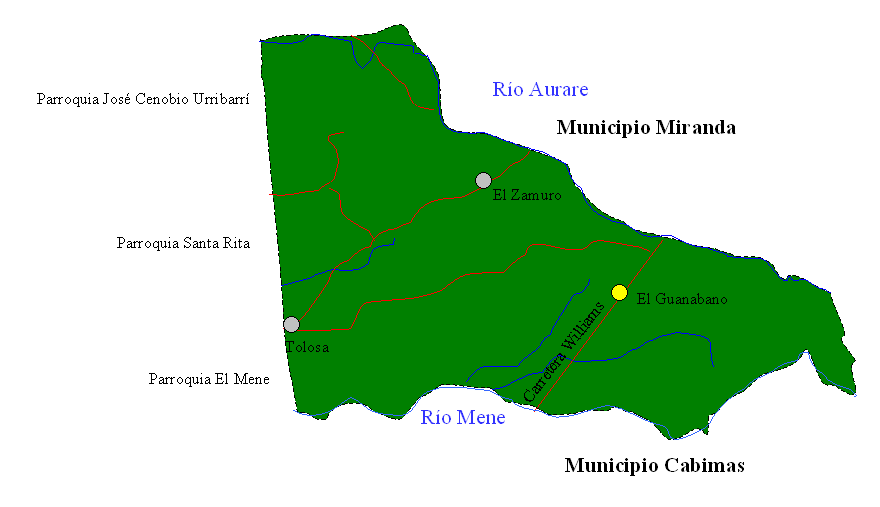

## Poblaciones
Dentro de la parroquia Santa Rita se encuentran las poblaciones de:
- El Guanábano: Capital de la parroquia.
- El Zamuro: (hay varias poblaciones con el nombre El Zamuro en la Costa Oriental.
- Tolosa: (justo en el límite con la parroquia El Mene).

## Economía
La agricultura es la principal actividad de la zona, estando constituida por varias haciendas y caseríos.

## Zona residencial
La parroquia está ocupada por pueblos y caseríos dedicados a la agricultura.

## Vialidad y transporte
La parroquia es atravesada por varias vías rurales siendo la principal la carretera Williams, que pasa por El Guanábano. Otras vías conducen a los caseríos que forman la parroquia.
La línea Cabimas – El Guanábano (logotipo blanco, letras verdes) comunica la zona por medio de autos por puesto.